# Mabimi
Lieu situé à quelques kilomètres au nord-ouest de Ngaoundéré (qui en langue locale veut dire: lac des hippopotames) n'a jamais à ce jour fait l'objet de fouilles archéologiques mais laisse apparaître à la surface du sol plusieurs sites de fourneaux laissant envisager une période d'occupation où la fonte du métal était une occupation importante du secteur.S'il s'avère aujourd'hui sans grande importance, il n'en est pas moins un endroit très riche en matière d'archéométallurgie que l'on peut retrouver sur le plateau de l'Adamaoua.